# ملعب أوليمبي
ملعب بول بيا بسعة 60.000 مقعد (مغطى بالكامل)، وملعبين تدريب، مع 1000 مقعد لكل منهما، وصالة للألعاب الرياضية كرة اليد، وكرة السلة، والكرة الطائرة، والتنس، مسبح أولمبي، فندق 5 نجوم مع 70 غرفة، مركز تسوق، متحف وسينما. ملعب بول بيا، الذي سمي باسم الرئيس بول بيا، قيد الإنشاء حاليًا على مساحة 34 هكتارًا (84 فدانًا) في حي أولمبي في ياوندي، على بعد حوالي 13 كم (8.1 ميل) من وسط المدينة. عند الانتهاء، سيكون الملعب الأكبر في الكاميرون، حيث سيُحتل المركز الثاني في غرب إفريقيا، والتاسع أكبر في إفريقيا، والمرتبة العاشرة في أفريقيا بعد الانتهاء من ملعب الدار البيضاء الكبير في عام 2025. ملعب أولمبي ستستضيف حفلتي الافتتاح والختام للدورة الثالثة والثلاثين لبطولة كأس الأمم الأفريقية 2021.